# شارل میلو
شارل میلو (انگلیسی: Charles Millot; ۲۳ دسامبر ۱۹۲۱ – ۶ اکتبر ۲۰۰۳) بازیگر اهل فرانسه بود که متولد کشور یوگسلاوی بود.

## قسمتی از فیلمشناسی:
- ترن
- جنگ نرتوا
- روزی که دنیا را تکان داد
- قطار سریع‌السیر اروپا
- حادثه‌ای در ترن
- خشخاش هم گلی است،
- شب ژنرال‌ها
- مرگ یک مرد فاسد
- راهبه
- سبکی تحمل‌ناپذیر هستی
- ارتباط فرانسوی ۲
- قرارداد مارسی
- واترلو
- یک دنیای تازه
- مایرلینگ
- چشم بیوه
- جوان خام
- بازی با آتش